# سودبرگ (دهانه)
سودبرگ یک دهانه برخوردی در ماه‌ است.